# Palivizumab
Palivizumab (Handelsname: Synagis; Hersteller: AstraZeneca) ist ein monoklonaler Antikörper zur Prävention schwerer Erkrankungen der unteren Atemwege (Lunge), die durch Infektionen mit dem humanen respiratorischen Synzytial-Virus (RSV) bei Kindern verursacht werden. Palivizumab ist nicht zur Behandlung von bereits bestehenden RSV-Infektionen geeignet. Behandlungen von Erwachsenen sind nicht angezeigt.

## Wirkungsweise
Palivizumab wirkt in Form einer passiven Immunisierung. Der Antikörper bindet an das in allen RSV-Isolaten hoch konservierte A-Epitop des Fusionsproteins (F-Protein) des RS-Virus und verhindert dadurch den Eintritt des Virus in die Zelle und damit eine Infektion. Das F-Protein der RS-Viren ist ein Glykoprotein auf der Oberfläche des Virus, das für die Fusion viraler und zellulärer Membranen notwendig ist. Diese Fusion ist ein wichtiger Schritt beim Eintritt des Virus in die Zelle.
Der Antikörper wirkt gegen die RSV-Untertypen A und B.

## Anwendungsgebiete
Palivizumab ist zur Anwendung bei Kindern mit hohem Risiko für RSV-Erkrankungen zur Prävention der durch das RSV hervorgerufenen schweren Erkrankungen der unteren Atemwege zugelassen:
- bei Kindern, die vor der 36. Schwangerschaftswoche geboren wurden und zu Beginn der RSV-Saison jünger als 6 Monate sind.
- bei Kindern unter 2 Jahren, die innerhalb der letzten 6 Monate wegen bronchopulmonaler Dysplasie behandelt wurden.
- bei Kindern unter 2 Jahren mit angeborenen Herzfehlern.

Aufgrund der sehr hohen Kosten für Palivizumab wird in Deutschland eine Immunisierung in erster Linie für Frühgeborene mit einer bronchopulmonalen Dysplasie empfohlen; in anderen Fällen wird eine Einzelfallentscheidung angeraten. Die Anzahl der notwendigen Behandlungen (number needed to treat) für die Immunisierung mit Palivizumab beträgt 17. So viele Kinder müssen statistisch gesehen behandelt werden, um bei einem Kind das Therapieziel, nämlich die Vermeidung einer Krankenhausaufnahme durch RSV-Infektion, zu erreichen.
Palivizumab wird durch intramuskuläre Injektion verabreicht. Aufgrund der Halbwertszeit des Antikörpers von zirka 18 bis 20 Tagen muss der Immunschutz während der RSV-Saison (in Mitteleuropa November bis April) monatlich erneuert werden.

## Gegenanzeigen und Nebenwirkungen
Palivizumab soll nicht angewendet werden bei bekannter Überempfindlichkeit gegen Palivizumab oder andere humanisierte Antikörper. Die häufigsten Nebenwirkungen sind Durchfall, Fieber, Schwellungen und Rötungen an der Injektionsstelle und Nervosität. Allergische Reaktionen wurden beobachtet, Fälle von Anaphylaxie sind aber sehr selten (weniger als 1/10000). Die selten beobachtete Bildung von Antikörpern gegen Palivizumab scheint klinisch nicht relevant zu sein.

## Herstellung
Palivizumab ist ein humanisierter Antikörper vom Typ IgG1. Der Antikörper wird gentechnisch in der stabilen Maus-Myelomzelllinie NS0 hergestellt. Durch die gentechnische Produktion besteht bei Palivizumab im Gegensatz zu traditionell hergestellten Immunsera keine Gefahr, dass bei unsachgemäßer Herstellung Krankheitserreger wie HIV übertragen werden. Palivizumab wurde von dem amerikanischen Biotechnologieunternehmen MedImmune entwickelt und wird für den europäischen Markt außer von AstraZeneca auch von Boehringer Ingelheim produziert. Zulassungsinhaber des Injektionspräparates ist AstraZeneca.